# Direito matrimonial internacional
O direito matrimonial internacional é uma área do direito internacional privado, que trata especificamente das relações entre cônjuges e ex-cônjuges em questões de casamento, divórcio e guarda dos filhos.
Desde o século XX, os Estados-membros da Conferência da Haia de Direito Internacional Privado tentaram harmonizar as leis matrimoniais domésticas e as decisões judiciais além das fronteiras internacionais nessas áreas.
Entre as convenções que regulamentam o tema estão a Convenção da Haia sobre a Celebração e o Reconhecimento da Validade dos Casamentos e a Convenção da Haia sobre Divórcio.
Embora a Conferência da Haia não tenha concluído nenhum acordo específico sobre a questão da custódia dos filhos, ela lidou com duas questões incidentais: subtração internacional de crianças, regulamentada pela Convenção da Haia sobre os Aspectos Civis do Sequestro Internacional de Crianças, e pagamento de pensão alimentícia a filhos, regulamentada pela Convenção da Haia sobre a Cobrança Internacional de Alimentos para Crianças e Outros Membros da Família, que complementa a Convenção das Nações Unidas sobre Prestação de Alimentos no Estrangeiro.